# Каньково
Каньково (пол. Kańkowo) — село в Польщі, у гміні Малкіня-Ґурна Островського повіту Мазовецького воєводства.
Населення — 561 особа (2011).
У 1975-1998 роках село належало до Остроленцького воєводства.

## Демографія
Демографічна структура станом на 31 березня 2011 року:
|          | Загалом | Допрацездатний вік | Працездатний вік | Постпрацездатний вік |
| -------- | ------- | ------------------ | ---------------- | -------------------- |
| Чоловіки | 275     | 56                 | 178              | 41                   |
| Жінки    | 286     | 60                 | 153              | 73                   |
| Разом    | 561     | 116                | 331              | 114                  |